# Microrégion de Soledade
 (novembre 2023).
Si vous disposez d'ouvrages ou d'articles de référence ou si vous connaissez des sites web de qualité traitant du thème abordé ici, merci de compléter l'article en donnant les références utiles à sa vérifiabilité et en les liant à la section « Notes et références ».

Localisation de la microrégion de Soledade

La microrégion de Soledade est une des microrégions du Rio Grande do Sul appartenant à la mésorégion du Nord-Ouest du Rio Grande do Sul. Elle est formée par l'association de huit municipalités. Elle recouvre une aire de 71 896 km2 pour une population de 3 603,630 habitants (IBGE - 2005). Sa densité est de 20,0 hab./km2. Son IDH est de 0,750 (PNUD/2000).

## Municipalités[1]
- Barros Cassal
- Fontoura Xavier
- Ibirapuitã
- Lagoão
- Mormaço
- São José do Herval
- Soledade
- Tunas

## Microrégions limitrophes
- Passo Fundo
- Cruz Alta
- Não-Me-Toque
- Lajeado-Estrela
- Santa Cruz do Sul
- Guaporé